# Zagra, Bistrița-Năsăud
Zagra (în maghiară: Zágra) este satul de reședință al comunei cu același nume din județul Bistrița-Năsăud, Transilvania, România.

## Demografie
La recensământul din 1930 au fost înregistrați în satul Zagra 1.305 locuitori, dintre care: 1.250 români, 26 țigani, 17 evrei, 7 maghiari și 5 germani. Sub aspect confesional, populația era alcătuită din: 1.264 greco-catolici, 1 mozaic, 13 ortodocși, 5 romano-catolici, 4 luterani și 2 reformați.

## Obiective turistice
- Vechea biserică de lemn greco-catolică „Cuvioasa Paraschiva”, construită în anul 1698, monument istoric
- Rezervația naturală Lacul Zagra (1 ha).

## Personalități
- Nicolae Drăganu (1884-1939), filolog, lingvist, lexicograf și istoric literar, primar al municipiului Cluj, membru titular al Academiei Române, deputat în Marea Adunare Națională de la Alba Iulia 1918

## Galerie de imagini

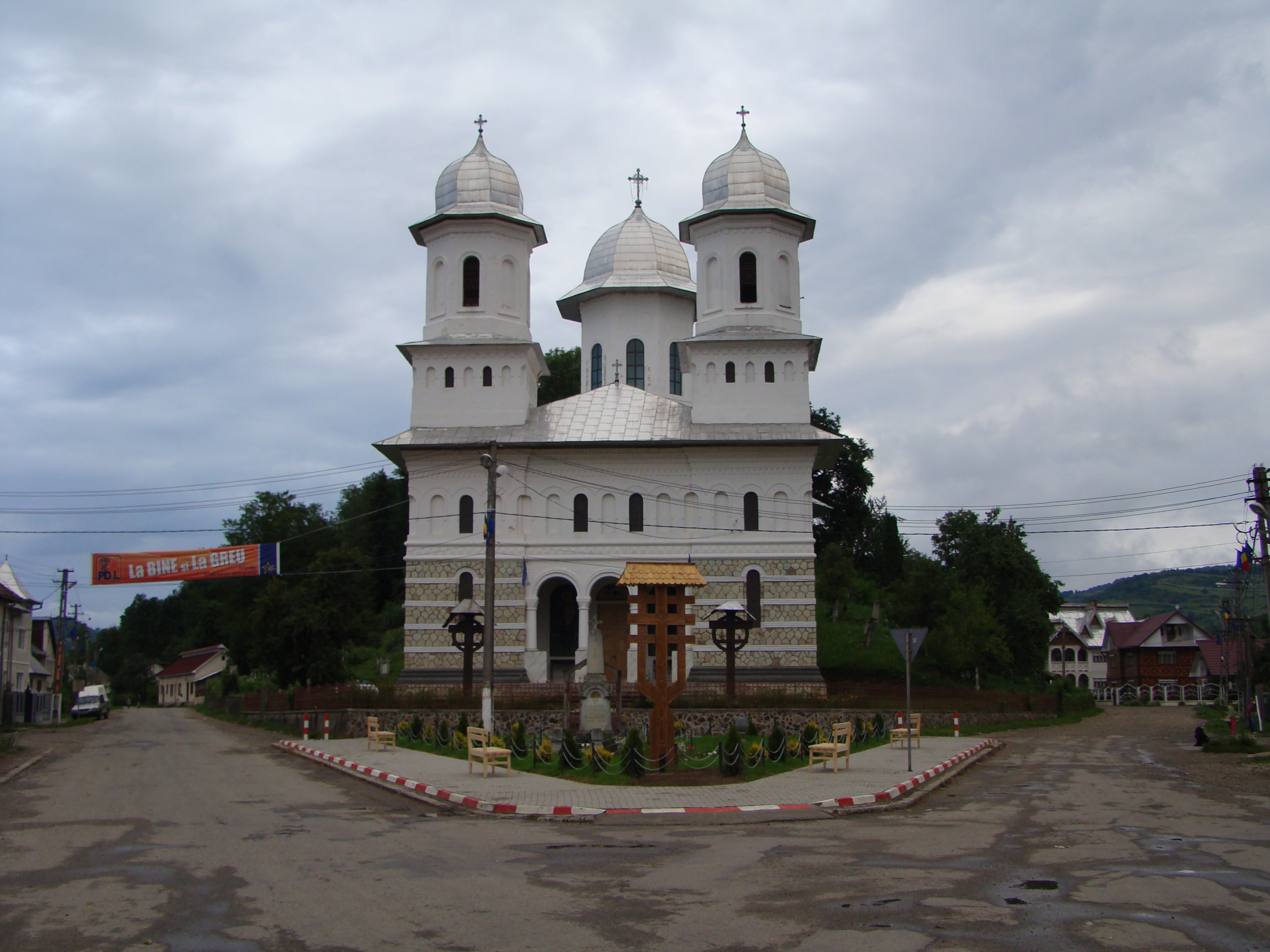
Actuala biserică ortodoxă din Zagra (fostă greco-catolică), a fost construită în 1924, foto: iulie 2009.
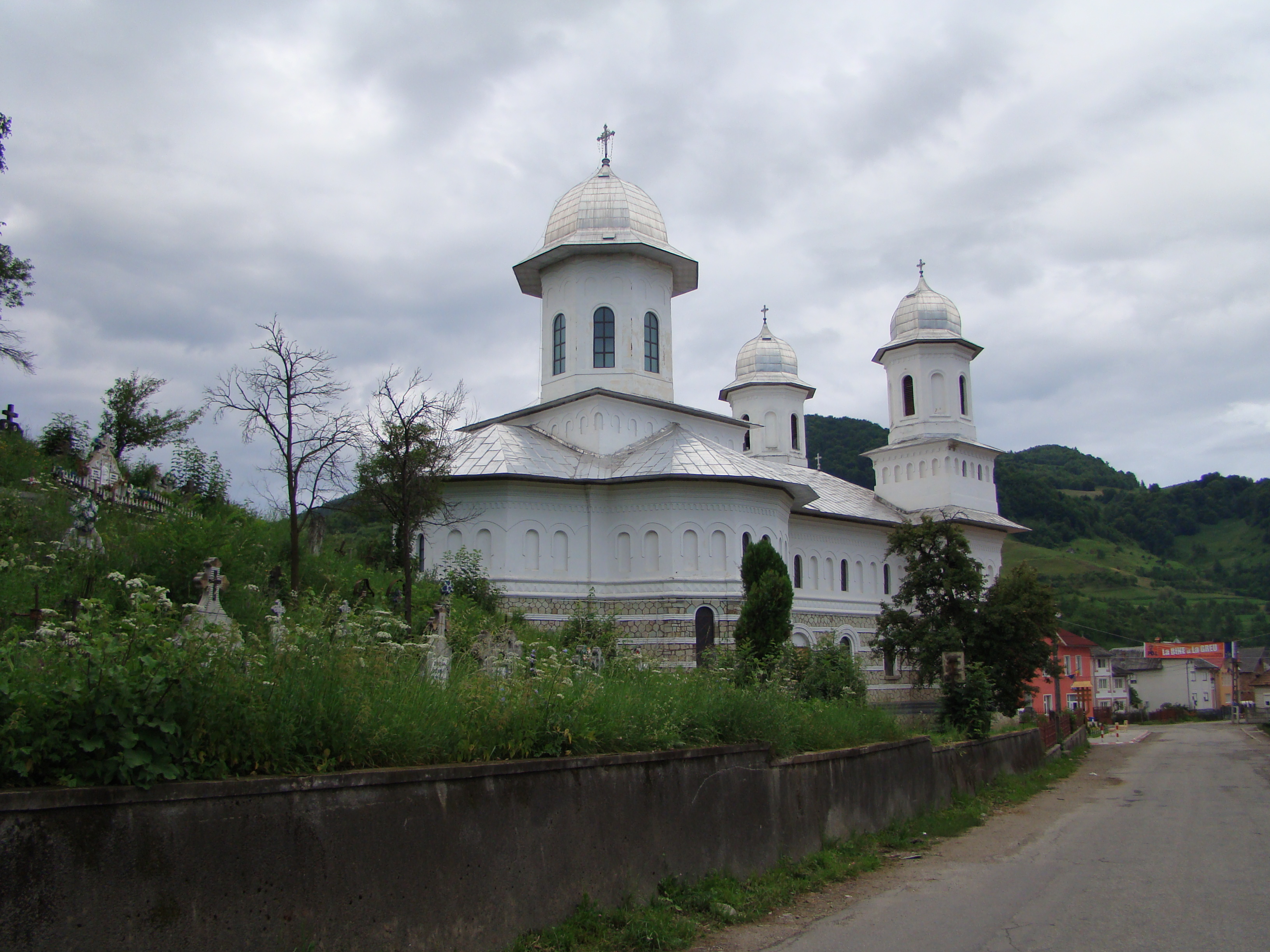